# Neue Deutsche Welle
Neue Deutsche Welle (Noul val german, adesea abreviat NDW) este un gen al muzicii germane, derivat inițial din punk rock și New Wave. Termenul „Neue Deutsche Welle” a apărut pentru prima dată într-o reclamă a magazinul berlinez de discuri „Der Zensor” de Burkhardt Seiler în august 1979. Două luni mai târziu a fost folsit de jurnalistul Alfred Hilsberg, al cărui articol despre mișcarea intitulată „Neue Deutsche Welle — Aus grauer Städte Mauern” a fost publicată în revista germană Sounds. Neue Deutsche Welle a atins apogeul în anul 1982.

## Formații notabile

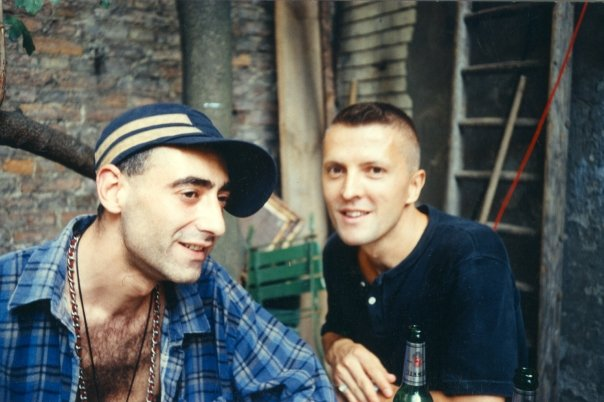
Deutsch Amerikanische Freundschaft

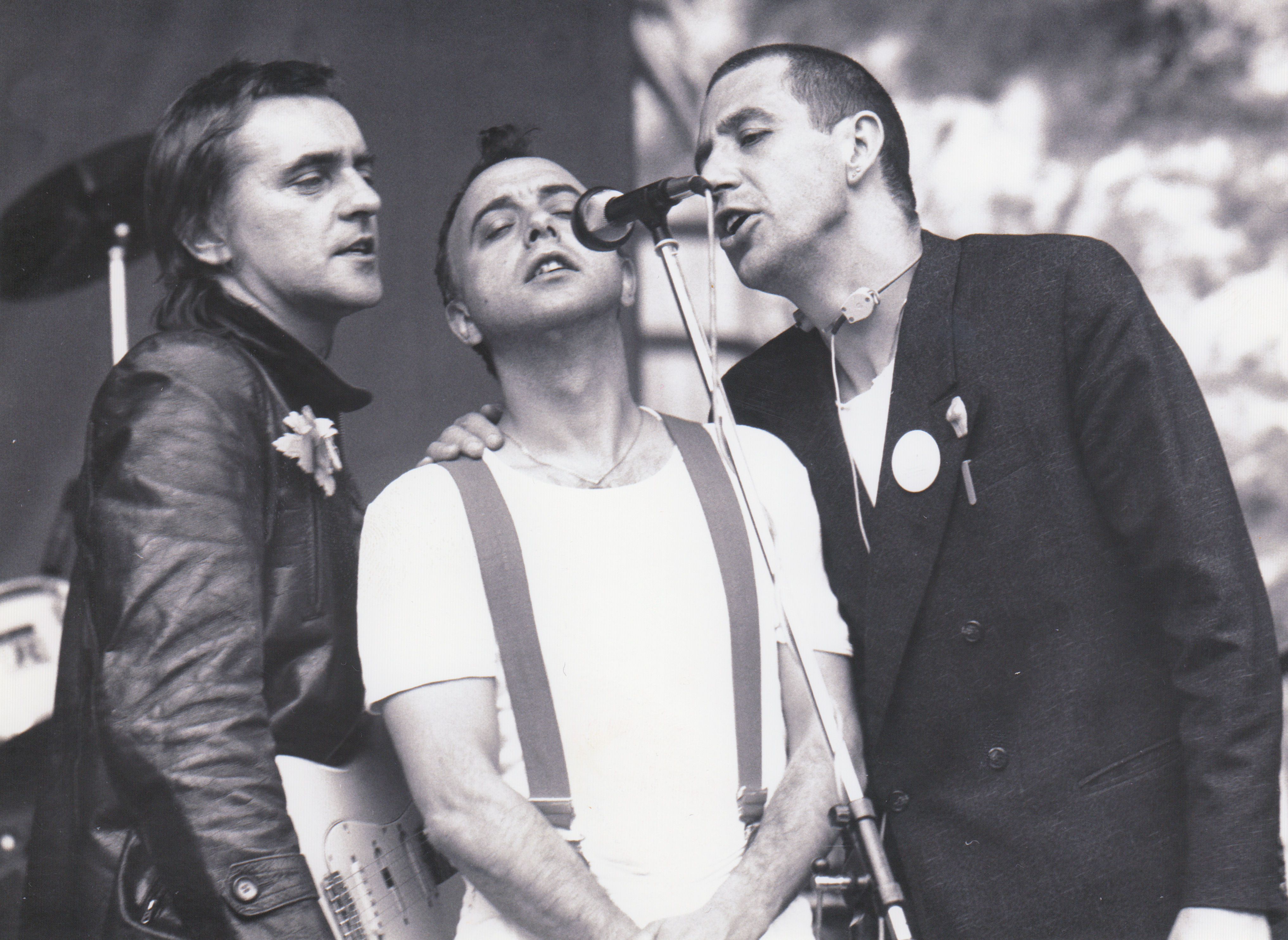
Formația Trio în 1982

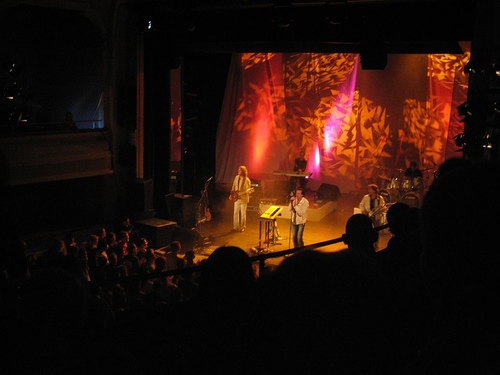
Formația NDW Münchener Freiheit evoluând în concert

### Underground
- 1.Futurologischer Congress
- Abwärts
- Andi Arroganti
- Andreas Dorau
- Andy Giorbino
- Carambolage
- Daälbers
- Deutsch Amerikanische Freundschaft / DAF
- DIN A Testbild
- Duotronic Synterror
- Einstürzende Neubauten
- Familie Hesselbach
- Fehlfarben
- Foyer des arts
- Freiwillige Selbstkontrolle
- FSK
- Geile Tiere
- Geisterfahrer
- Große Freiheit
- Grauzone
- Hans-A-Plast
- Holger Hiller
- Ja Ja Ja
- KeinMenscH!
- Der KFC
- Die Klopferbande
- Kosmonautentraum
- Die Krupps
- Liaison Dangereuse
- Malaria!
- Male
- Mania D
- Mittagspause
- Der Moderne Man
- Mythen in Tüten
- Neonbabies
- Östro 430
- Palais Schaumburg
- Der Plan
- Pyrolator
- Die Radierer
- Rheingold
- Rotzkotz
- Saal 2
- Stahlnetz
- Stratis
- S.Y.P.H.
- Sprung Aus Den Wolken
- Die Tödliche Doris
- Tommi Stumpff
- Trümmerfrauen
- Die Unbekannten
- The Wirtschaftswunder
- X-Mal Deutschland
- Die Zimmermänner

### Mainstream
- Alphaville
- Bärchen und die Milchbubis
- Combo Colossale
- D.E.F.
- DÖF ("Deutsch-österreichisches Feingefühl": Joesi Prokopetz, Manfred Tauchen, Annette Humpe)
- Extrabreit
- Falco
- Felix De Luxe
- Fräulein Menke
- Gänsehaut
- Ideal
- Insisters
- Ixi
- Geier Sturzflug
- Hubert Kah
- Jawoll
- Joachim Witt
- KIZ
- Klaus Nomi
- Markus
- Münchener Freiheit
- Nena
- Nichts
- Nina Hagen
- Paso Doble
- Peter Schilling
- Sandra
- Spider Murphy Gang
- Spliff
- Steinwolke
- Trio
- UKW
- United Balls